# 태백동
태백동(太白洞, 영어: Taebaek-dong)은 대한민국 경상남도 창원시 진해구의 법정동 및 행정동이다. 국도 제2호선과 35산업도로가 연결되는 교통요충지로 도로주변에 군부대 및 상가지역으로 형성되어 있다. 향후 제2안민터널 개통, 옛 육군대학부지 개발 등으로 발전가능성을 내포하고 있다.

## 개요
태백동은 북쪽으로 장복산의 한 줄기가 남쪽으로 향하다 우뚝 솟은 ‘태백산(일본강점기에는 도불산이라 불림)’을 뒤로하며 서쪽은 옛 육군대학 부지가 여좌동과 경계가 되고 동쪽은 경화동으로 주택이 이어지면서 ‘중부시장’이 경계가 되고, 남쪽은 국도 아래에 ‘해군 훈련소’가 위치하고 있다. 과거 태백동의 본 마을은 철로 아래 동네로 1937년 이전까지는 돌림병의 격리 병사가 있었고, 국도 변에 몇 세대가 살고 있었다. 1937년 일본이 중국본토 침략을 시작하고 군사시설을 확장하면서 주민의 강제 이주가 진행되면서 처음에는 전주 이씨가 집성촌을 이루게 되었으나 해방과 한국전쟁으로 사회적 인구가 증가하여 농령지를 사이에 두고 경화동과 엄연했던 구분도 없어져 경화동의 서쪽이 행정적으로 ‘태백동’으로 편입하게 되었다. 1955년 진해시정이 펼쳐지면서 태백동으로 행정동이 되었고, 1996년 7월 1일 생산성 있는 동행정 구축을 위하여 여좌3가동을 폐합하고 법정동 태백동, 여좌동, 경화동의 일부가 합쳐져 오늘날의 태백동이 되었다.

## 법정동
- 태백동
- 여좌동
- 경화동

## 교육
- 중앙초등학교